# 웁살라주

웁살라 주의 문장

웁살라 주의 위치

웁살라주(스웨덴어: Uppsala län)는 스웨덴 남동부 연안에 위치한 주로 주도는 웁살라이며 면적은 6,989km2, 인구는 336,533명(2011년 기준)이다. 남쪽으로는 스톡홀름주와 쇠데르만란드주, 서쪽으로는 베스트만란드주, 북쪽으로는 예블레보리주와 접하며 남동쪽으로는 발트해와 접한다.

## 자치시

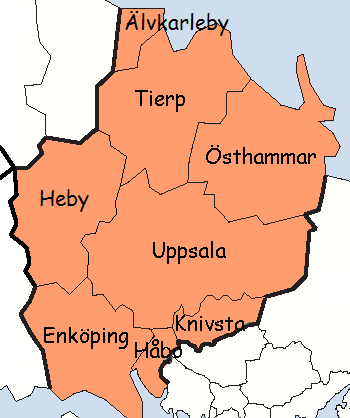
웁살라 주의 자치시

웁살라주는 8개 자치시로 구성되어 있다.
- 엘브칼레뷔시 (Älvkarleby)
- 티에르프시 (Tierp)
- 외스탐마르시 (Östhammar)
- 웁살라시 (Uppsala)
- 엔셰핑시 (Enköping)
- 호보시 (Håbo)
- 크니브스타시 (Knivsta)
- 헤뷔시 (Heby)